# Bauwelt
Bauwelt (letteralmente: «Mondo dell'edilizia») è una rivista tedesca di architettura, edita dalla Bauverlag BV GmbH di Gütersloh e pubblicata con cadenza bisettimanale. L'ultimo fascicolo di ogni trimestre viene pubblicato con il titolo Stadtbauwelt (letteralmente: «Mondo dell'urbanistica») e tratta le questioni attuali dell'urbanistica. Bauwelt viene pubblicata dal 1910 e ha la sua sede a Berlino.
Bauwelt viene stampata in circa 12 000 esemplari (status: marzo 2009) ed è una delle riviste di architettura in lingua tedesca a maggiore diffusione.

## Storia
La rivista, inizialmente denominata Die Bauwelt. Illustrierte Zeitschrift für das gesamte Bauwesen (letteralmente: «Il mondo dell'edilizia. Rivista illustrata per l'intero processo edilizio») venne pubblicata dal gennaio 1910 dalla casa editrice Ullstein di Berlino. Interruppe le pubblicazioni con il numero 36 del 1945. Dal gennaio 1946 al luglio 1952 uscì con il titolo Neue Bauwelt («Nuova Bauwelt»).
Nel 1963 l'allora direttore Ulrich Conrads creò la collana di libri Bauwelt Fundamente, nella quale furono pubblicati in lingua tedesca i maggiori testi internazionali di teoria dell'architettura e dell'urbanistica. L'anno successivo Conrads, con Gerd Albers, Kurt Eggeling, Klaus-Jakob Thiele e Klaus Winter creò la Stadtbauwelt, rivista trimestrale per architetti e urbanisti.